# Klein Botnia
Klein Botnia (ook wel Botniahuis of Botniastins) is een van oorsprong middeleeuwse stins aan de Breedeplaats in de Friese stad Franeker. In 1853 kwam het pand in handen van de hervormde diaconie en fungeerde het pand tot 1948 als weeshuis. Sinds 2018 wordt het gebouw gebruikt door de Academie van Franeker, een dependance van de Rijksuniversiteit Groningen. 

## Beschrijving
De stins dateert uit de 15e eeuw en is opgebouwd uit wisselende lagen van rode en gele kloostermoppen. Op basis van de kapconstructie kan het gebouw voor het jaar 1500 gedateerd worden. Het noordelijke deel van het pand bestaat uit een kelder met gemetselde gewelven met daarboven een opkamer. Dit deel heeft nog een tweetal zandstenen kruiskozijnen. De topgevels zijn versierd met een gotisch, klimmend boogfries. Gedurende de restauratie van 1973-1975 werden de dakpannen vervangen door leien. Eertijds stond er een schuur bij de stins en strekte het terrein zich uit tot het Zuiderbolwerk.
Het pand dankt zijn naam aan de vooraanstaande familie Van Botnia. Naast Klein Botnia bezat de familie twee andere gebouwen in de stad Franeker: Groot Botnia aan het Noord, ter plaatste staat nu de Koornbeurs, en Oud Botnia, een pand dat afgebroken werd voor de bouw van het Stadhuis van Franeker. Klein Botnia wordt vermeld in 1527, ene Tjalling van Botnia was toen bezig met het verbouwen van de stins. Mogelijk werd een al bestaand pand verbouwd. Deze Tjalling ondernam samen met zijn neef Juw en zijn oudoom Hessel van Martena een bedevaart naar het Heilige Land in 1517. Tjallings zoon Jarich zette de verbouwing voort en deze was voor zover bekend de eerste bewoner. Jarich was grietman van Franekeradeel, maar hij sprak zich uit tegen de Unie van Utrecht en hij bleef Rooms-Katholiek. In 1567 werd Van Botnia nog benoemd tot drost van Drenthe, kastelein van Coevorden en drost van Twente, maar in 1580 werd hij verbannen om zijn overtuiging en nam hij de wijk naar het Spaansgezinde Groningen. Daar overleed hij in 1583 in ballingschap.
Jarichs zoon Tjalling overleed kinderloos in 1614 waarna de stins in het bezit kwam van de kinderen van zijn zus Luts die getrouwd was met Douwe van Walta. In 1644 is Klein Botnia dan ook in het bezit van "wln. Jhr. Tyallingh Boltinga successeuren". Zij verkochten het pand in 1661 aan burgemeester van Franeker, Idzardus van Gerroltsma. Ten tijde van de verkoop werd het pand bewoond door hoogleraar geneeskunde Joachim Frencelius die daarop een pand tegenover het Botniahuis betrok. Frencelius heeft Johan Maurits behandeld toen deze in 1665 door een brug in Franeker zakte.
De dochter van Idzardus, Tetje, trouwde met Hobbe Baerdt van Sminia. Zij verkochten de woning in 1693 aan Herman Röell, theoloog en professor aan de universiteit van Franeker. In 1704 kreeg Roëll een aanstelling in Utrecht waarna hij het pand in 1705 verkocht aan Johannes Lemonon. Lemonon was niet alleen hoogleraar Franse taal aan de universiteit van Franeker, maar ook mentor van Johan Willem Friso.
Na zijn overlijden in 1714, verkocht Lemonons weduwe Klein Botnia aan professor Johan Ortwin Westenberg in 1719. Deze vertrok alweer in 1724 naar Leiden en verkocht het huis in datzelfde jaar aan hoogleraar Wyer Willem Muys. Na het overlijden van zijn vrouw verkochten zijn dochter en schoonzoon Botnia aan Sipke Adama en zijn vrouw. Oeke en Gerlofke Adama, de beide kinderloze dochters van Sipkes broer Jan Adama, waren de laatste bewoonsters van het pand. Na hun overlijden in 1853 werd het pand openbaar geveild.
Klein Botnia kwam daarmee in 1854 in handen van de voogden van het Diaconieweeshuis (ook wel het Zwarte Weeshuis) na fiat van de kerkenraad. Aangezien het vorige pand, "Roozendaal", in een slechte staat verkeerde, was er herhaaldelijk sprake van nieuwbouw aldaar. Er werd echter besloten om dit pand te verkopen en Klein Botnia aan te kopen. Hierbij werd een deel van de tuin dat bij het Botniahuis hoorde afgestoten evenals een belendend pand. In de oostmuur herinnert nog een gevelsteen aan de intrek van het weeshuis in 1854. Boven deze gevelsteen bevindt zich een oudere gevelsteen die herinnert aan de oprichting van het weeshuis in 1668.
In 1921 nam de Spaarbank van Franeker zitting in het noordelijke deel van het weeshuis. Het weeshuis werd in 1948 opgeheven omwille van het teruglopende aantal wezen. In 1972 vertrok de Spaarbank uit het pand. Vervolgens werd het pand gebruikt als vergaderruimte. 
Hoewel het voor studenten sinds 1996 mogelijk is om in Franeker te promoveren, heeft de Rijksuniversiteit Groningen in 2017 een intentieverklaring getekend om een dependance te openen in Franeker. De Botniastins is hierbij aangewezen als locatie voor een collegezaal. In de zomer van 2018 zijn de eerste colleges in de Botniastins gegeven. Eind 2019 werd de stins verbouwd waarbij het pand voorzien werd van werkruimten en een bibliotheek. In de collegezaal werden kerkbanken geplaatst die afkomstig zijn uit de katholieke kerk van Witmarsum. Naast publiekscolleges is het ook een locatie voor vergaderingen voorafgaand aan promoties in de Martinikerk. 

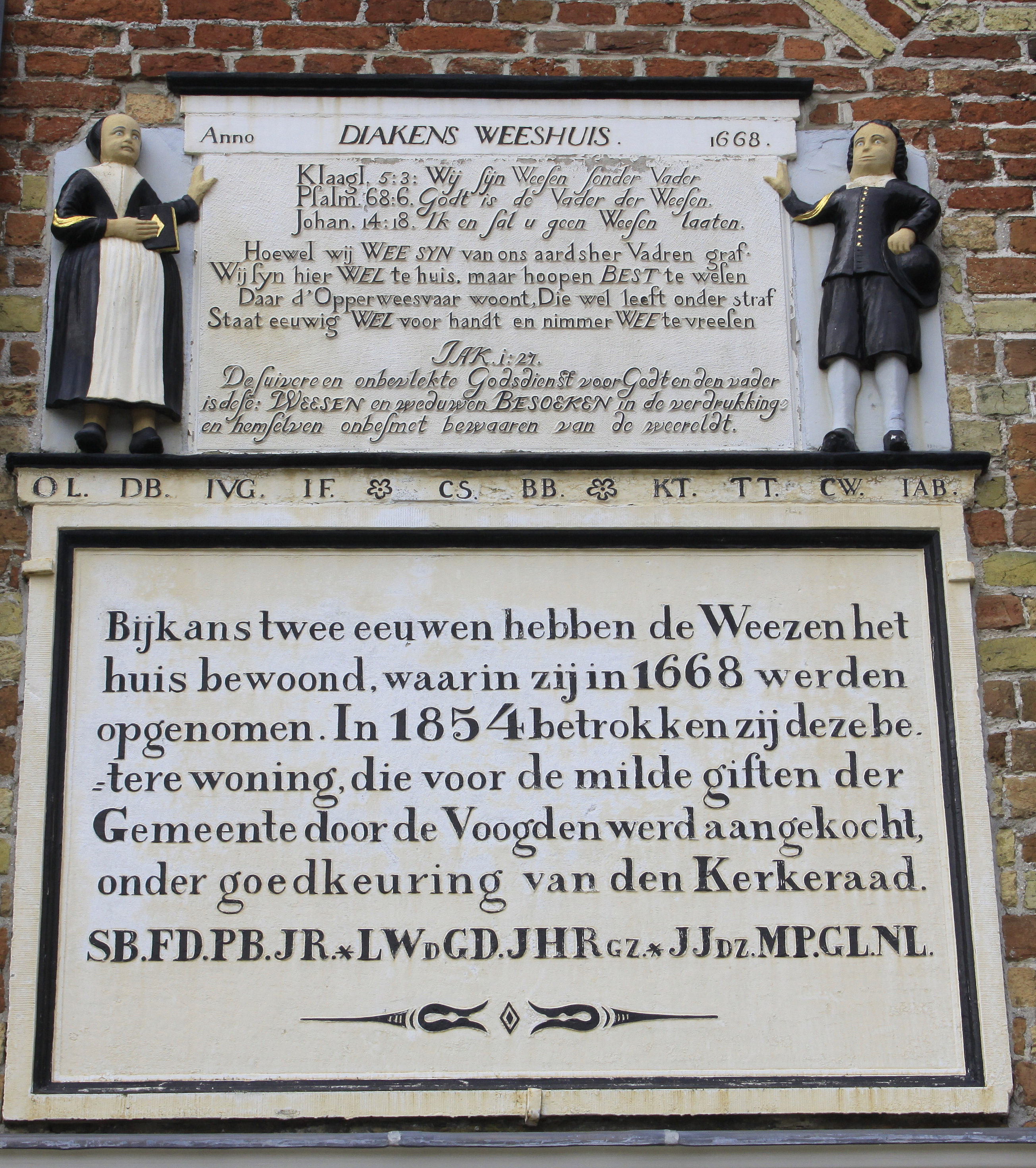
Gevelstenen van het Diaconieweeshuis uit 1668 en 1854
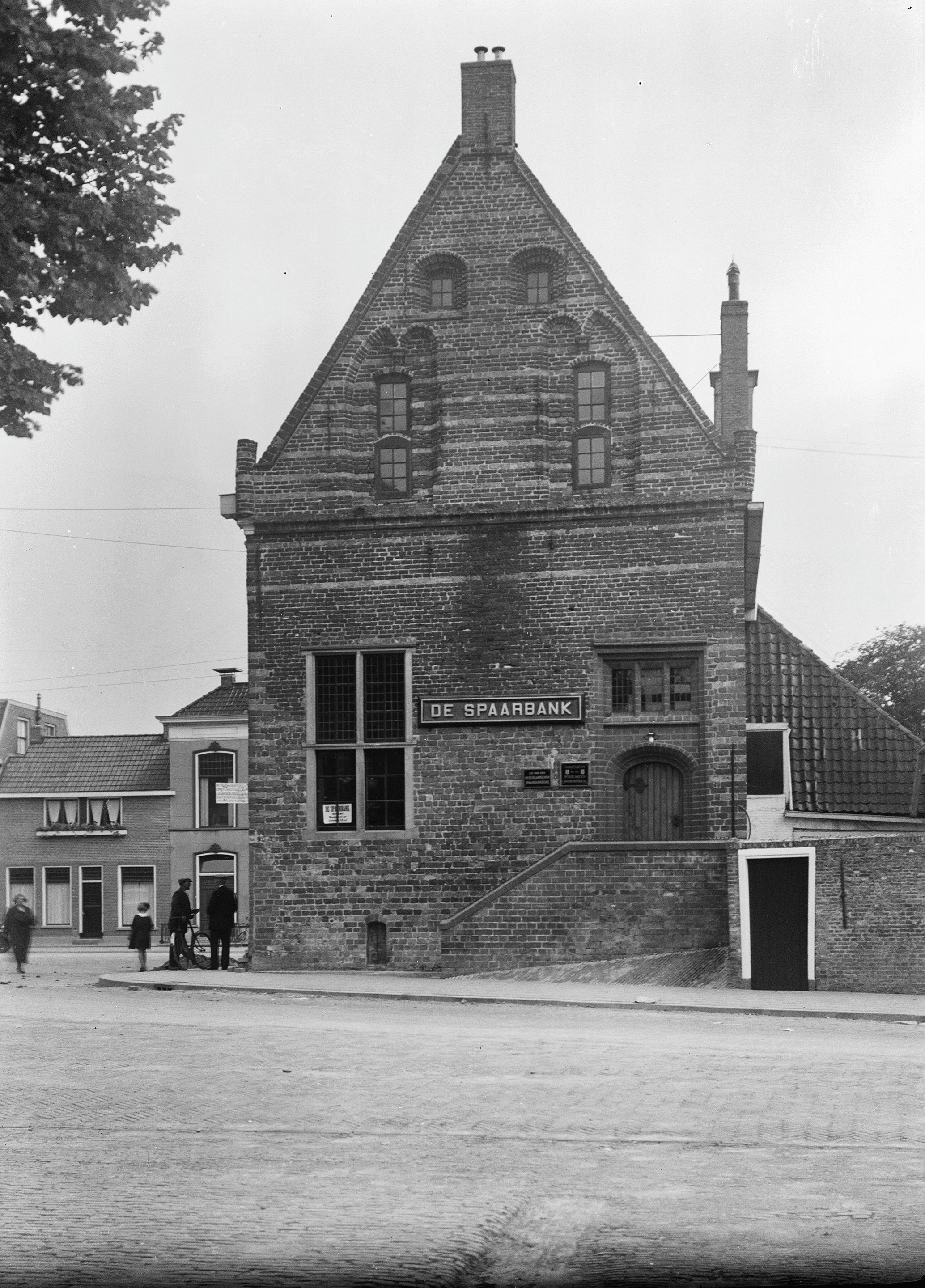
Vestiging van De Spaarbank in het Botniahuis, stoep en ingang zijn ten tijde van de restauratie van 1975 verwijderd.
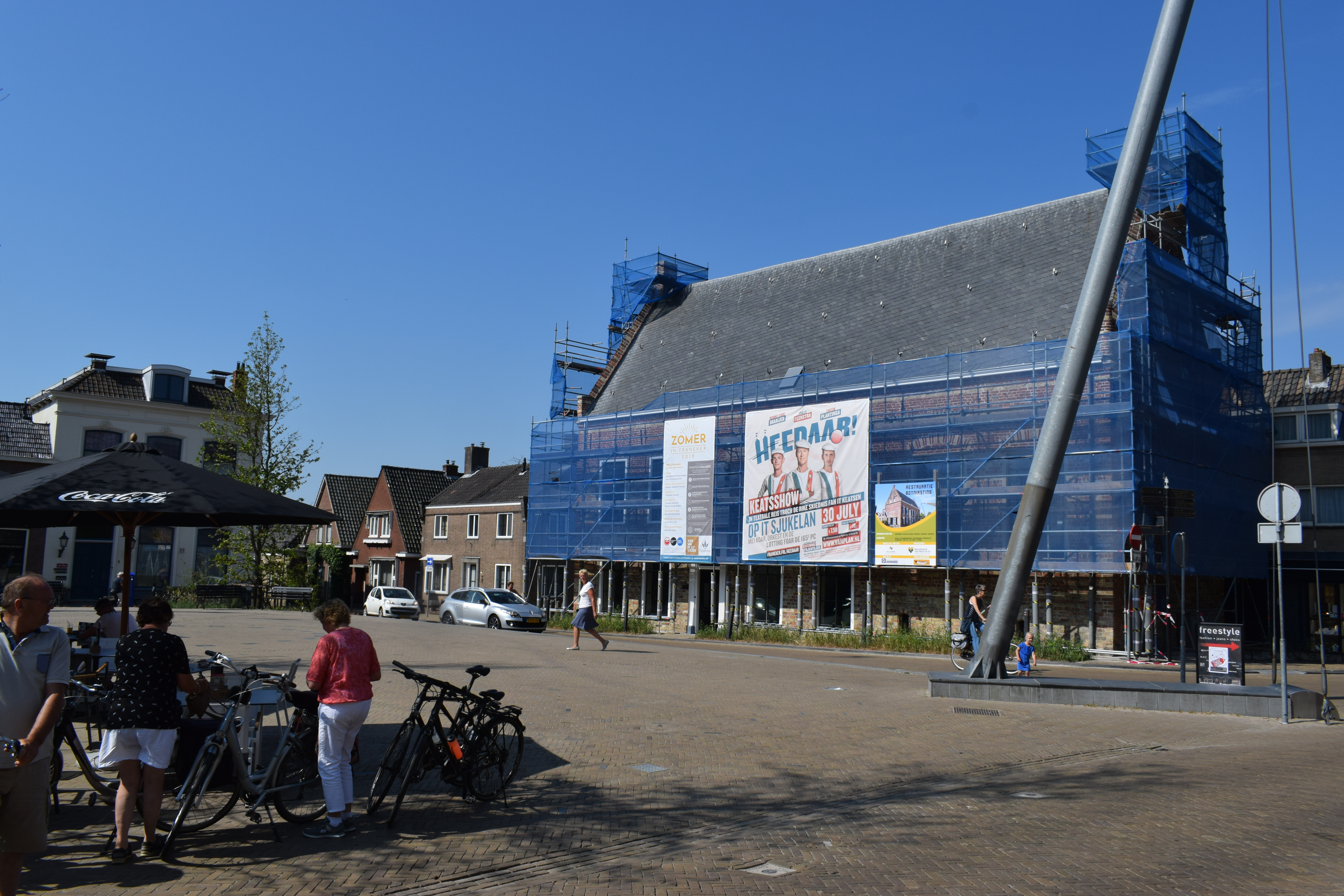
Restauratie van de Botniastins in 2018.